# Święcice (Mazovië)
Święcice is een dorp in Polen gelegen in de woiwodschap Mazovië, in het district Warschau-West, in de gemeente Ożarów Mazowiecki. Het is gelegen aan het Ożarów-kanaal.
De gelovigen van de Rooms-Katholieke Kerk behoren tot de parochie van St. Antonius in Łaźniew.
In 2023 telde het dorp Święcice 918 inwoners.
Święcice lag in de tweede helft van de 16e eeuw in het Błoński district van het Warschau land van de woiwodschap Mazovië.  In de jaren 1975-1998 bevond de stad zich in de woiwodschap Warschau.

## Positie
Het dorp ligt 26 km ten westen van Warschau op de Łowicz-Błonie-vlakte aan het Ożarów-kanaal, dat uitmondt in Utrata in het zuidwestelijke deel van Święcice.

## Vervoer

### Wegtransport
In het dorp kruisen zich de wegen:
| Wegnummer | Route                                                   |
| --------- | ------------------------------------------------------- |
| 92        | Rzepin - Poznań - Święcice - Warschau                   |
| 700       | Płochocin - Józefów nabij Błonie 701 - Wolica - Rokitno |
| 888       | Pilaszków - Myszczyn - Feliksów - Zaborów               |

### Personenvervoer
Święcice valt binnen het bereik van de busdiensten van PKS in Grodzisk Mazowiecki. Het dichtstbijzijnde treinstation is in Płochocin, het is de spoorlijn 3: Warszawa Zachodnia - Frankfurt (Oder).
Door Święcice rijdt de buslijn 743. De halte bevindt zich op Zaborowska, 100 m ten zuiden van Łaźniewska.

## Geschiedenis
De eerste gegevens over Święcice komen uit het regering van Sigismund II August. Ze bevestigen dat het dorp de zetel was van de familie Święciccy. In 1827 telde het dorp 153 inwoners en in 1887 steeg het aantal tot 325. Op dat moment was de oppervlakte van het landgoed Święcice 476 hectare. Voor 1919 was het landgoed Święcice eigendom van Stanisław Paschalis, na zijn dood in 1926 werd Józefa Czarnowska de eigenaar. In 1938 en 1939 werd het land verdeeld, waardoor 40 ha land overbleef. Op 12 september 1939 schoten Wehrmacht-soldaten 11 Polen neer, waaronder 2 inwoners van Święcice. Op 12-13 september 1939, vochten de Poolse 2e- en een onderdeel van de 30e Infanterie Divisie in het gebied van Święcice-Pilaszków-Witki met de Duitse 4de Pantserdivisie. 410 Poolse soldaten stierven in de strijd en werden begraven op de begraafplaatsen in Pilaszków en Rokitno. In 1953 kocht Mieczysław Tchórzewski het dorp die destijds eigendom was van Zofia z Czarnowskich Makomaska. Het was een overgebleven landgoed van 10 hectare, een wildpark en een verwoest landhuis.

## Historische gebouwen
Het landhuis is gebouwd rond 1850, na het herbouw rond 1960 verloor het zijn klassieke architectonische kenmerken en werd het een stijlloos gebouw. Het gebouw is omgeven door een park dat tegelijk met de bouw van het landhuis is aangelegd. In het verleden was het park vrij precies samengesteld, er werden veel sierplanten aangeplant, waardoor het diverse karakter van de afzonderlijke sectoren ontstond. Bovendien waren er in het noordelijke deel van het park vijvers die werden gevoed door het Ożarowski-kanaal, die nu zijn drooggelegd. Het park verloor zijn stijl, het onkruid en de herschikkingen resulteerden in het verlies van de duidelijkheid van de looproutes en het breken van de kijkassen.